# Mathurin Barbier
Pas d'image ? Cliquez ici

a Compétitions nationales et continentales officielles uniquement.

b Matchs officiels uniquement.
Mathurin Barbier (né le 16 juillet 1981 à Chenôve, en Côte-d'Or) est un joueur français de rugby à XV évoluant au poste d'ailier ou d'arrière (1,84 m pour 88 kg).

## Carrière

### Clubs successifs
- ?-2003 :  Stade dijonnais (Fédérale 2)
- 2003-2009 :  CA Périgueux
- 2009-? :  CA Ribérac

## Palmarès
- International −19 ans : champion du monde 2000 en France.